# Симидзу, Рэрухи
Рэрухи Симидзу (яп. 清水 礼留飛 Симидзу Рэрухи, род. 4 декабря 1993) — японский прыгун с трамплина, бронзовый призёр Олимпиады в Сочи (2014) в прыжках на лыжах с трамплина.